# Super Mario Galaxy
Super Mario Galaxy (яп. スーパーマリオギャラクシー, Sūpā Mario Gyarakushī) — тривимірний платформер з серії Маріо, розроблений компанією Nintendo EAD Tokyo для консолі Nintendo Wii. Гра була випущена 1 листопада 2007 року в Японії, 12 листопада 2007 — в Північній Америці і 16 листопада — в Європі і Росії . 2010 року вийшов сіквел ігри — Super Mario Galaxy 2.

## Сюжет
Під час проходить в Грибний королівстві зоряного фестивалю на свято разом зі своїм повітряним флотом вторгається Боузер. З допомогою величезної літаючої тарілки він викрадає Принцесу Піч разом з її палацом. Після невдалої спроби перешкодити планам Боузер, Маріо виявляється покинутим на невелику далеку планету, де зустрічає принцесу Розалін і її компаньйона Люмас. Розалін — господиня мобільного космічної обсерваторії, використовуючи яку вона подорожує по всесвіту. Однак сила зірок, яка виступала джерелом енергії обсерваторії, була вкрадена Боузер. Щоб відновити здатність станції, Маріо вирушає в подорож по галактиках в пошуках зниклих зірок. Після їх збору, використовуючи обсерваторію, Маріо вирушає до центру всесвіту для порятунку принцеси Піч.

## Геймплей
Для збору зірочок гравцеві необхідно відвідувати галактики, кожна з яких, у свою чергу, включає декілька планет кулястої і неправильної форми. При цьому за один раз з рівня можна отримати тільки одну зірку. Кожен космічний об'єкт має своєї власної гравітаційної силою, що дає змогу гравцеві переміщатися по всій поверхні планет, у тому числі і вгору ногами. Для рішення ігрових завдань Маріо може використовувати особливі костюми. Так, наприклад, перевтілившись у бджолиному Маріо (бджолу), у нього з'являється здатність літати і сідати на квіти, а прийнявши вид Примарного Маріо (привиди), він стає прозорим і отримує можливість пересуватися крізь перешкоди. Перевтілившись в Вогненного Маріо (Вогню), він отримує можливості управляти вогнем і, можливо, проходити крізь лаву і входити в вулкани (всередину).
Управління ігровим персонажем здійснюється за допомогою контролерів Wii Remote і Nunchuk. Багато з здібностей Маріо були успадковані з Super Mario 64, включаючи довгий стрибок, стрибок з використанням стіни і різні варіанти перекидів. Також Маріо використовує спеціальну техніку Spin, яка допомагає йому оглушати ворогів, руйнувати перешкоди, підніматися на перешкоди, кататися на ковзанах і застосовувати інші вміння. У грі присутній багатокористувацький режим, що дає змогу спільно проходити сюжетні рівні.

## Оцінки та нагороди
На сайті Top Ten Reviews Super Mario Galaxy входить до трійки відеоігор з найвищою середньою оцінкою за весь час. 
| Агрегатор    | Оцінка |
| ------------ | ------ |
| GameRankings | 97.64% |
| Metacritic   | 97     |

GameSpot серед інших достоїнств відзначав її геймплей і дизайн рівнів. а сайт Game Revolution вказував на зручність управління. IGN назвав гру найкращою на Wii і рекомендував її до обов'язкового проходження. У той же час сайт звернув увагу, що камера, яка в цілому працює без претензій, зрідка все ж таки займає незручні ракурси.
За підсумками 2007 року грі Super Mario Galaxy звання гри року надали IGN, GameSpot, Nintendo Power, GameTrailers, Edge, Yahoo ! Games, а також російський журнал Країна Ігор. 10 березня 2009 Super Mario Galaxy на 5 церемонії нагородження премії Британської Академії в області відеоігор була присуджена премія БАФТА у номінації «найкраща гра року».